# Henri-François de Saint-Nectaire
Pour les autres membres de la famille, voir Maison de Saint-Nectaire.
Henri-François, seigneur de Saint Nectaire, duc de La Ferté-Senneterre (23 janvier 1657 - 1er août 1703, Paris), est un militaire français

## Biographie
Fils du maréchal Henri de La Ferté-Senneterre et de Madeleine d'Angennes, il suivit le roi en la conquête de Hollande en 1672 et fut fait colonel d'un régiment d'infanterie peu de temps après.
Au mois de mars 1674, il fut nommé par le roi gouverneur de Metz et des Trois-Évêchés, en remplacement de son père.
Il fut blessé au siège de Fribourg en 1677.
Il fut reçu au parlement et pair de France le 8 janvier 1678 après son père. 
Il commandant la même année un détachement de 1200 grenadiers au siège de Gand, fut nommé brigadier des armées du roi en 1684, servit au siège de Luxembourg.
Il servit en 1693 et 1694 comme maréchal de camp dans les armées d'Allemagne et en 1695 dans les armées d'Italie.
En janvier 1696, il fut nommé Lieutenant-général et servit en Allemagne la même année.

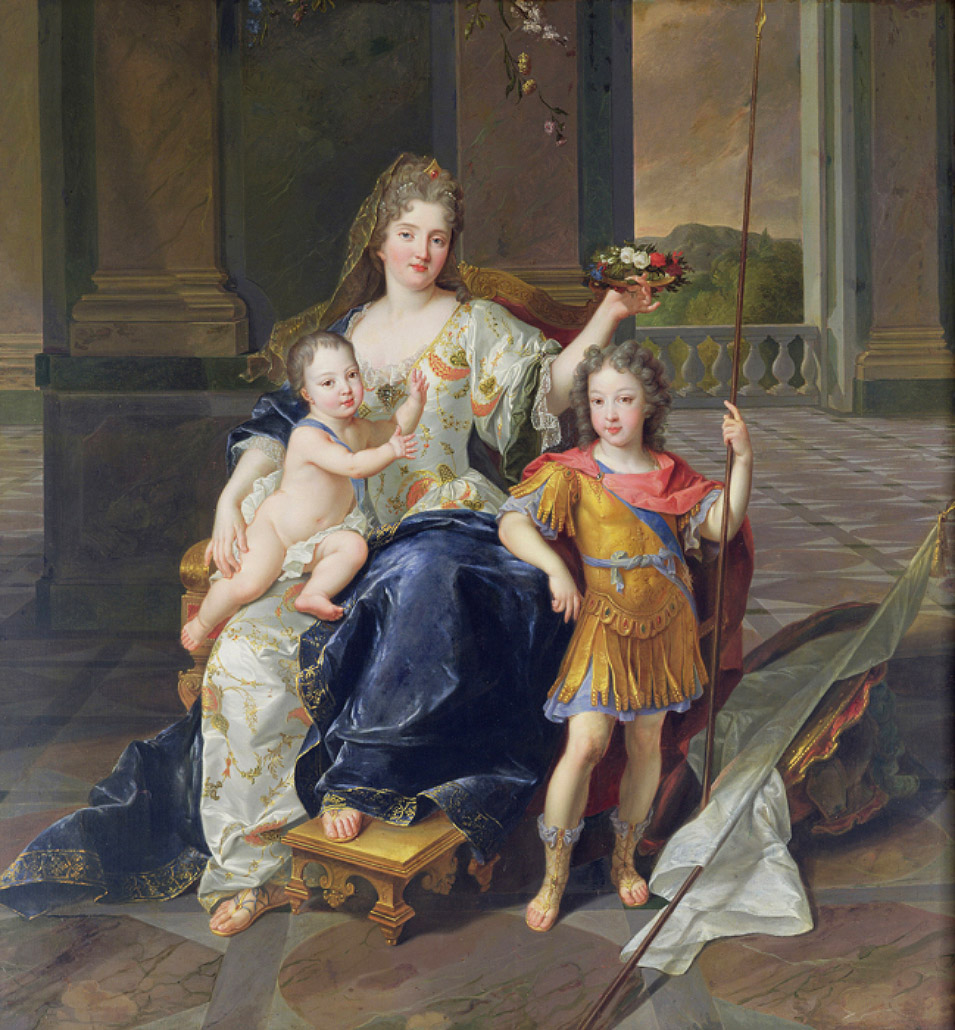
La duchesse de La Ferté-Senneterre avec le futur Louis XV et le duc de Bretagne.

Marié à Marie Isabelle Angélique de la Mothe-Houdancourt (1654-1726), Gouvernante des enfants royaux et fille du maréchal duc Philippe de La Mothe-Houdancourt, il est le père de Françoise Charlotte de Saint-Nectaire et de la marquise de Lévis-Mirepoix.

## Sources
- P. Aigueperse, Biographie ou Dictionnaire historique des personnages d'Auvergne, illustres ou fameux par leurs écrits, leurs exploits, leurs vertus..., 1836
- Louis Moreri, Le grand dictionnaire historique ou Le melange curieux de l'Histoire sacrée et profane..., 1759
- Jean-François Solnon, La Cour de France, 1987